# 15026 Davidscott
15026 Davidscott (1998 TR34) là một tiểu hành tinh vành đai chính được phát hiện ngày 14 tháng 10 năm 1998 bởi Lowell Observatory Near-Earth Object Search.